# یلوه سه‌رنگ
یلوه سه‌رنگ (نام علمی: Rallina tricolor) نام یک گونه از سرده یلوه‌های جنگلی است.